# Народное Ополчение (станция метро, Рублёво-Архангельская линия)
«Наро́дное Ополче́ние», также «Наро́дное ополче́ние» (ранее «Кара́мышевская») — строящаяся станция Московского метрополитена на Рублёво-Архангельской линии с пересадкой на станцию «Народное Ополчение» Большой кольцевой линии в районе Хорошёво-Мнёвники (СЗАО).

## История
Впервые линия по трассе Рублёво-Архангельского радиуса появилась на планах развития Московского метрополитена в 2005 году в виде перегона от станции «Деловой центр» до непостроенной станции «Мнёвники» в составе Большой кольцевой линии.
В рамках строительства Северо-Западной хорды в 2010 году открывается автомобильная развязка улицы Народного Ополчения, проспекта Маршала Жукова и улицы Мнёвники. Она была спроектирована ООО «Метропроект» с учётом размещения рядом с ней двух станций метро: Большой кольцевой линии вдоль улицы Народного Ополчения и радиальной линии вдоль улицы Мнёвники. При этом вестибюли станций интегрировались с подземными переходами в районе развязки. В дальнейшем эту заготовку не стали использовать. В итоге был выбран вариант со станцией Большой кольцевой линии под проспектом Маршала Жукова, а станция Рублёво-Архангельской линии под улицей Мнёвники стала планироваться глубокого заложения для обеспечения возможности строительства пересадки на Большую кольцевую линию без сноса местной застройки. Другая причина подобного решения — нежелание авторов проекта связываться с прокладкой тоннелей двух линий с небольшой разницей глубин под развязкой. Последнее обстоятельство сыграло свою дальнейшую роль — в итоге станцию Рублёво-Архангельской линии разместили под улицей Демьяна Бедного под углом в 90 градусов к станции Большой кольцевой линии.
В 2012 году в состав Москвы была включена отдельная площадка «Рублёво-Архангельское», на которой планируется возвести международный финансовый центр «Рублёво-Архангельское». Для обеспечения нового района скоростным внеуличным транспортом летом 2012 года начались предпроектные работы по новой линии метро — Рублёво-Архангельской. Планировалась организация пересадки с существующей станции «Строгино», от которой линия трассировалась бы к Новорижскому шоссе к станции с внешней стороны МКАД, а затем к третьей станции — «Рублёво-Архангельское» — в центре МФЦ, к северо-востоку от Захарковского карьера.
7 марта 2019 года Градостроительно-земельной комиссией был одобрен проект планировки участка «Шелепиха» — «Строгино» длиной 9,8 км с четырьмя станциями, в числе которых станция «Карамышевская».
21 сентября 2020 года началась подготовка к строительству станции.
20 января 2021 года на общественные обсуждения был выдвинут проект линии длиной 12,6 км с шестью станциями: «Звенигородская» («Пресня»), «Карамышевская» («Проспект Маршала Жукова»), «Бульвар Карбышева» («Бульвар Генерала Карбышева»), Живописная, «Строгино», «Липовая Роща» («Троице-Лыково»). По проекту, станция должна быть расположена вдоль улицы Демьяна Бедного на пересечении с проспектом Маршала Жукова и иметь два подземных вестибюля с выходами с одной стороны на улицу Демьяна Бедного, с другой — к подземным переходам станции «Народное Ополчение», к жилой и общественной застройке, остановочным пунктам маршрутов наземного пассажирского транспорта.
24 апреля 2021 года заместитель мэра Москвы по вопросам градостроительной политики и строительства Андрей Бочкарёв заявил, что строительство тоннелей первого участка начнется в середине мая 2021 года. Первый тоннель Рублёво-Архангельской линии будет строиться тоннелепроходческим комплексом (ТПМК) «Наталия» от станции «Карамышевская».
10 августа 2022 года мэр Москвы Сергей Собянин утвердил название станции «Народное ополчение».

## Строительство

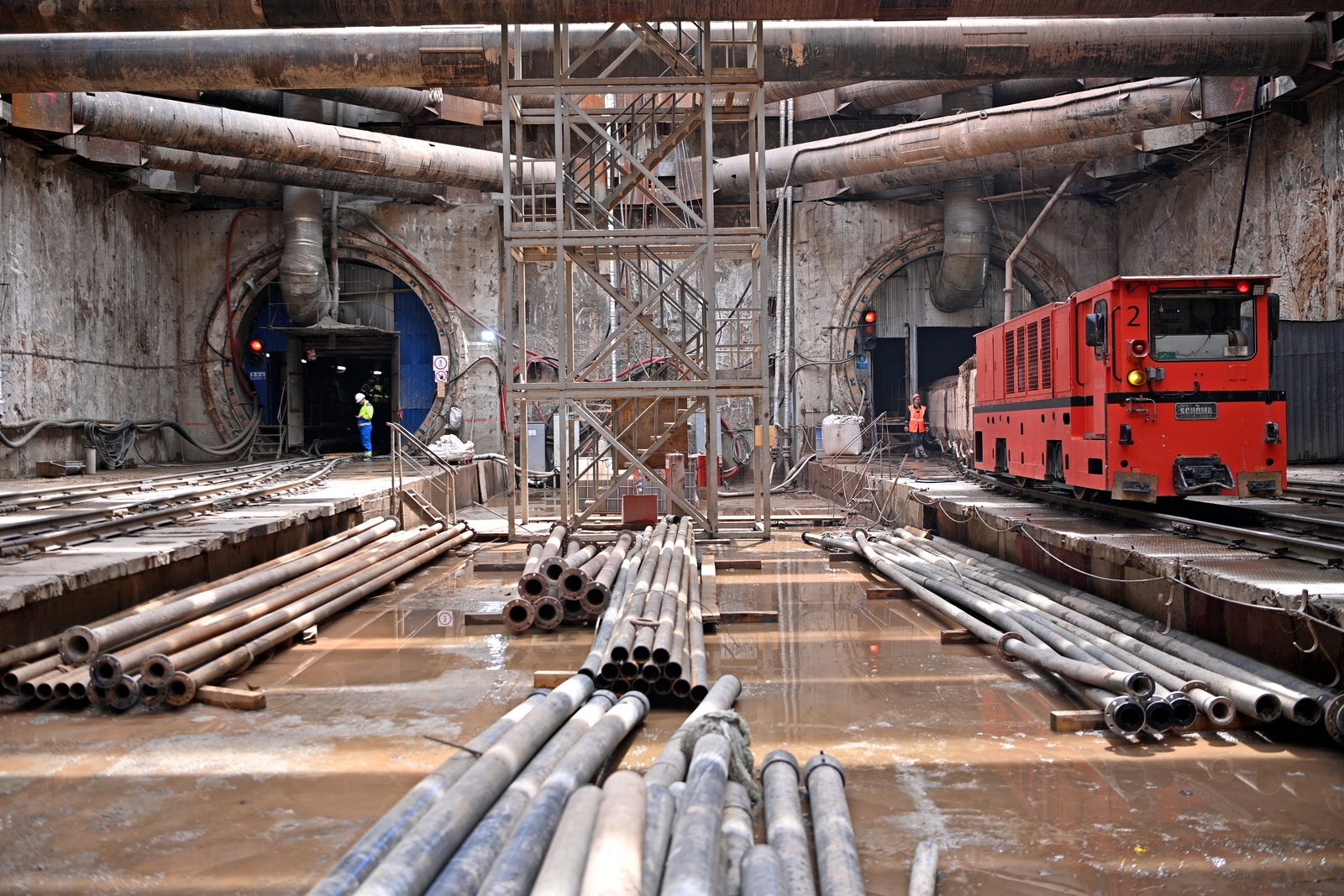
Строительство станции «Карамышевская» («Народное ополчение»)

- 24 мая 2021 года началась проходка левого перегонного тоннеля в сторону станции метро «Звенигородская»[12].
- 24 ноября 2021 года началась проходка правого перегонного тоннеля в сторону станции метро «Звенигородская»[13].
- 5 сентября 2022 года начато возведение монолитных конструкций северного вестибюля[14].
- 22 сентября 2022 года завершена проходка левого перегонного тоннеля в сторону станции метро «Звенигородская»[15].
- 6 декабря 2022 года завершена проходка правого перегонного тоннеля в сторону станции метро «Звенигородская»[16].
- 15 мая 2024 года начата проходка левого и правого тоннелей от станции «Народное Ополчение» в сторону станции «Бульвар Генерала Карбышева»[17].
- 25 ноября 2024 года завершена проходка левого перегонного тоннеля в сторону станции «Бульвар Генерала Карбышева»[18].
- 23 декабря 2024 года завершена проходка правого тоннеля в сторону Народного Ополчения.

## Архитектура и оформление
15 апреля 2020 года был объявлен открытый международный конкурс на разработку архитектурного облика двух проектируемых станций метро — «Карамышевская» (на тот момент под проектным названием «Проспект Маршала Жукова») Рублево-Архангельской линии и станции «Кленовый бульвар» Бирюлёвской линии. Итоги конкурса были подведены 31 августа 2020 года, победивший проект станции «Карамышевская» был разработан московским архитектурным бюро ASADOV.
В основе архитектурного решения станции лежит образ ордена Отечественной войны, силуэт которого будут создавать колонны, облицованные стеклом рубинового цвета и выполненные в форме пятиконечной звезды. Общее освещение создаётся отраженным светом, источники которого спрятаны за боковыми продольными карнизами и основаниями звезд — капителями колонн. Путевые стены, выполненные в тёмных тонах, будут олицетворять трагедию войны. Наземные вестибюли станции будут представлять собой прямоугольные остекленные призмы со встроенными объемами в виде повернутой пирамиды красного цвета. Они ассоциативно отсылают к обозначениям наступательных операций на военных картах времён Великой Отечественной войны, схематично выполненных в виде стрелок. Подземные переходы также имеют элементы в виде стрелок и выполнены в едином цветовом решении с входными павильонами и платформой.